# 2018年歐洲羽聯巡迴賽
2018年歐洲羽聯巡迴賽（BE Circuit 2018），是歐洲羽聯巡迴賽的第31個賽季。本賽季由2018年1月1日開始，至12月31日完結，在上述期間於歐洲進行的所有世界羽聯第三等別賽事（包括：國際挑戰賽、國際系列賽及未來系列賽）都屬於本年度巡迴賽的一部分。本年度暫時包含34個比賽。

## 賽程
以下為歐洲羽聯公布的賽程：
| 賽站 | 日期     | 日期     | 賽事                             | 舉辦城市         | 賽事級別   |
| 賽站 | 開始     | 結束     | 賽事                             | 舉辦城市         | 賽事級別   |
| ---- | -------- | -------- | -------------------------------- | ---------------- | ---------- |
| 1    | 1月11日  | 1月14日  | 2018年愛沙尼亞羽毛球國際賽       | 塔林             | 國際系列賽 |
| 2    | 1月18日  | 1月21日  | 2018年瑞典羽毛球公開賽           | 隆德             | 國際系列賽 |
| 3    | 1月25日  | 1月28日  | 2018年冰島羽毛球國際賽           | 雷克雅維克       | 國際系列賽 |
| 4    | 2月21日  | 2月24日  | 2018年奧地利羽毛球公開賽         | 維也納           | 國際挑戰賽 |
| 5    | 2月28日  | 3月3日   | 2018年斯洛伐克羽毛球公開賽       | 特倫欽           | 未來系列賽 |
| 6    | 3月8日   | 3月11日  | 2018年葡萄牙羽毛球國際賽         | 卡爾達斯達賴尼亞 | 國際系列賽 |
| 7    | 3月15日  | 3月18日  | 2018年捷克羽毛球國際賽           | 卡尔维纳         | 國際系列賽 |
| －   | 3月22日  | 3月25日  | 2018年波蘭羽毛球公開賽           | 待定             | 國際挑戰賽 |
| 8    | 3月29日  | 4月1日   | 2018年克羅地亞羽毛球國際賽       | 萨格勒布         | 未來系列賽 |
| 9    | 4月5日   | 4月8日   | 2018年芬蘭羽毛球公開賽           | 万塔             | 國際挑戰賽 |
| 10   | 4月12日  | 4月15日  | 2018年荷蘭羽毛球國際賽           | 韦斯特兰         | 國際系列賽 |
| 11   | 4月19日  | 4月22日  | 2018年希臘羽毛球國際賽           | 錫季羅卡斯特龍   | 未來系列賽 |
| 12   | 5月10日  | 5月13日  | 2018年斯洛文尼亞羽毛球國際賽     | 梅德沃代         | 國際系列賽 |
| －   | 5月25日  | 5月28日  | 2018年羅馬尼亞羽毛球國際賽       | 待定             | 未來系列賽 |
| 13   | 5月31日  | 6月3日   | 2018年拉脫維亞羽毛球國際賽       | 叶尔加瓦         | 未來系列賽 |
| 14   | 6月7日   | 6月10日  | 2018年立陶宛羽毛球國際賽         | 考那斯           | 未來系列賽 |
| 15   | 6月14日  | 6月17日  | 2018年西班牙羽毛球國際賽         | 馬德里           | 國際挑戰賽 |
| 16   | 7月4日   | 7月8日   | 2018年白夜羽毛球賽               | 加特契纳         | 國際挑戰賽 |
| 17   | 8月13日  | 8月16日  | 2018年保加利亞羽毛球公開賽       | 索菲亞           | 國際系列賽 |
| 18   | 8月29日  | 9月2日   | 2018年哈爾科夫羽毛球國際賽       | 哈爾科夫         | 國際挑戰賽 |
| 19   | 9月6日   | 9月9日   | 2018年白俄羅斯羽毛球國際賽       | 明斯克           | 未來系列賽 |
| 20   | 9月12日  | 9月15日  | 2018年比利時羽毛球國際賽         | 鲁汶             | 國際挑戰賽 |
| 21   | 9月20日  | 9月23日  | 2018年波蘭羽毛球國際賽           | 別倫             | 國際系列賽 |
| 22   | 9月26日  | 9月29日  | 2018年捷克羽毛球公開賽           | 布爾諾           | 國際挑戰賽 |
| 23   | 10月4日  | 10月7日  | 2018年保加利亞羽毛球國際賽       | 索菲亞           | 未來系列賽 |
| 24   | 10月18日 | 10月21日 | 2018年希臘羽毛球公開賽           | 哈尼亚           | 國際系列賽 |
| 25   | 10月24日 | 10月27日 | 2018年以色列夏瑣羽毛球國際賽     | 夏瑣             | 未來系列賽 |
| 26   | 11月1日  | 11月4日  | 2018年匈牙利羽毛球國際賽         | 布達厄爾什       | 國際挑戰賽 |
| 27   | 11月8日  | 11月11日 | 2018年挪威羽毛球國際賽           | 桑讷菲尤尔       | 國際系列賽 |
| 28   | 11月14日 | 11月17日 | 2018年愛爾蘭羽毛球公開賽         | 都柏林           | 國際系列賽 |
| 29   | 11月22日 | 11月25日 | 2018年斯洛文尼亞羽毛球未來系列賽 | 布雷日采         | 未來系列賽 |
| 30   | 11月28日 | 12月1日  | 2018年威爾斯羽毛球國際賽         | 加的夫           | 國際系列賽 |
| 31   | 12月13日 | 12月16日 | 2018年意大利羽毛球國際賽         | 米蘭             | 國際挑戰賽 |
| 32   | 12月17日 | 12月20日 | 2018年土耳其羽毛球國際賽         | 安卡拉           | 國際系列賽 |

## 優勝者
| 賽事                 | 級別       | 男子單打                          | 女子單打                 | 男子雙打                                           | 女子雙打                                    | 混合雙打                                            |
| -------------------- | ---------- | --------------------------------- | ------------------------ | -------------------------------------------------- | ------------------------------------------- | --------------------------------------------------- |
| 愛沙尼亞國際賽       | 國際系列賽 | 卢卡斯·克拉尔布特                 | 克谢尼娅·波利卡波娃      | 安德雷·帕拉霍金 尼古拉·乌卡卡                      | 叶卡捷琳娜·博洛托娃 艾莉娜·达夫列托娃       | 彼得·卡斯巴尔 奥尔佳·科农                           |
| 瑞典公開賽           | 國際系列賽 | 赛达斯·普拉塔普·辛格              | 米歇尔·斯科斯特鲁普      | 奥利弗·莱顿-戴维斯 拉塞·摩爾菲德                   | 艾玛·卡尔松 约翰娜·芒努松                   | 汤姆·吉凯尔 德尔菲娜·德尔吕                         |
| 冰島國際賽           | 國際系列賽 | 山姆·帕森斯                       | 萨伊利·拉内              | 亚历山大·邓恩 亚当·霍尔                            | 茱莉·麦克弗森 埃莉诺·奥唐内尔               | 羅漢·卡普爾 库胡尔·加尔格                           |
| 奧地利公開賽         | 國際挑戰賽 | 卡夏普·帕鲁帕利                   | 安娜·蒂亚·马德森         | 盧震 葉宏蔚                                        | 星千智 中西貴映                             | 叶夫根尼·德雷明 叶夫根尼亚·迪莫娃                   |
| 斯洛伐克公開賽       | 未來系列賽 | 安德烈·马尔滕                     | 邓旋                     | 盧震 葉宏蔚                                        | 李子晴 鄧淳薰                               | 葉宏蔚 鄧淳薰                                       |
| 葡萄牙國際賽         | 國際系列賽 | 拉斯穆斯·梅塞施密特               | 齐雪霏                   | 盧震 葉宏蔚                                        | 李子晴 鄧淳薰                               | 彼得·卡斯巴尔 奥尔佳·科农                           |
| 捷克國際賽           | 國際系列賽 | 維克多·斯文森                     | 中村優里                 | 比雅尼·盖斯 扬·科林·福尔克                         | 素比莎拉·飘讪攀 普蒂塔·素帕猜恭             | 彼得·卡斯巴爾 奧爾佳·科農                           |
| 克羅地亞國際賽       | 未來系列賽 | 丹尼尔·尼科洛夫                   | 玛丽亚·米特索娃          | 彼得·朗 托马斯·莱格莱特纳                          | 克谢尼娅·叶夫根诺娃 阿纳斯塔西娅·塞梅诺娃   | 帕维尔·皮特里亚 阿内塔·维特科夫斯卡                 |
| 芬蘭公開賽           | 國際挑戰賽 | 梁峻豪                            | 格蕾戈丽亚·玛丽斯卡·东宗 | 阿克巴·宾唐·察尤诺 穆罕默德·利萨·巴列维·伊斯法哈尼 | 久後明日美 橫山惠                           | 阿尔弗兰·埃科·普拉塞特亚 马尔什埃拉·吉斯卡·伊斯拉米 |
| 荷蘭國際賽           | 國際系列賽 | 詹俊為                            | 茱莉·達瓦爾·雅各布森     | 阿倫·喬治 桑亞姆·舒克拉                            | 張雅嵐 程文欣                               | 馬蒂亞斯·蒂里 伊丽莎·梅尔高                         |
| 希臘國際賽           | 未來系列賽 | 小托馬·波波夫                     | 蓬迪·布拉那巴硕          | 丹尼尔·尼科洛夫 伊万·鲁塞夫                        | 蓬迪·布拉那巴硕 克里斯蒂娜·斯利希           | 迪米塔尔·亚纳奇耶夫 玛丽亚·米特索娃                 |
| 斯洛文尼亞國際賽     | 國際系列賽 | 托比·潘迪                         | 齐雪霏                   | 葉普·貝伊 拉斯穆斯·克亞爾                          | 班吉苏·艾尔塞廷 纳兹利赞·因吉               | 格雷戈里·梅尔斯 珍妮·穆尔                           |
| 拉脫維亞國際賽       | 未來系列賽 | 小托馬·波波夫                     | 克里斯汀·库巴            | 法比安·德尔吕 威廉·维利格                          | 克里斯汀·库巴 赫莉娜·吕特尔                 | 帕维尔·斯梅洛夫斯基 马格达莱纳·斯维尔琴斯卡         |
| 立陶宛國際賽         | 未來系列賽 | 菲利克斯·布雷施泰特               | 克里斯汀·库巴            | 亚罗米尔·雅纳切克 托马斯·斯韦达                    | 克里斯汀·库巴 赫莉娜·吕特尔                 | 卡勒姆·亨明 劉飛騰                                  |
| 西班牙國際賽         | 國際挑戰賽 | 小托馬·波波夫                     | 米歇爾·斯科斯特魯普      | 弗雷德里克·科爾貝爾 約金·費舍爾·尼爾森             | 德爾菲娜·德爾呂 莉亞·巴萊爾莫               | 葉夫根尼·德雷明 葉夫根尼亞·迪莫娃                   |
| 白夜羽毛球賽         | 國際挑戰賽 | 巴勃羅·阿維安                     | 邓旋                     | 比雅尼·盖斯 扬·科林·福尔克                         | 荒木茜羽 今井莉子                           | 罗季翁·阿利莫夫 艾莉娜·达夫列托娃                   |
| 保加利亞公開賽       | 國際系列賽 | 小托馬·波波夫                     | 内斯里汉·伊吉特          | 克里斯托·波波夫 小托馬·波波夫                      | 加夫列拉·斯托伊娃 斯蒂法尼·斯托伊娃         | 亚历克斯·弗拉尔 玛丽亚·米特索娃                     |
| 哈爾科夫國際賽       | 國際挑戰賽 | 扬·劳达                           | 奥兹格·巴伊拉克          | 克利什那·普拉萨德·加拉加 杜鲁夫·卡皮拉             | 阿曼达·赫格斯特伦 克拉拉·尼斯塔特           | 沙拉巴·夏爾馬 安諾舒卡·帕雷克                       |
| 白俄羅斯國際賽       | 未來系列賽 | 艾德·雷斯基·雷查约                | 玛丽·巴托梅内            | 艾德·雷斯基·雷查约 阿兹米·卡维穆拉马东尼           | 奥尔佳·阿尔汉格尔斯卡亚 伊丽莎韦塔·塔拉索娃 | 罗伯特·齐布尔斯基 维多利亚·达布琴斯卡               |
| 比利時國際賽         | 國際挑戰賽 | 托比·潘迪                         | 林盈君                   | 雅高·阿伦斯 鲁宾·吉尔                              | 德尔菲娜·德尔吕 莉亚·巴莱尔莫               | 雅高·阿伦斯 塞莱娜·皮克                             |
| 波蘭國際賽           | 國際系列賽 | 卡伊·舍費爾                       | 麗圖帕爾納·達斯          | 林上凱 曾敏豪                                      | 石橋麻美子 篠田未來                         | 雅各布·比特曼 阿爾澤比塔·巴索娃                     |
| 捷克公開賽           | 國際挑戰賽 | 小托馬·波波夫                     | 李怡逢                   | 汤姆·吉凯尔 罗南·拉巴尔                            | 克洛伊·比尔切 劳伦·史密斯                   | 罗南·拉巴尔 奥德丽·方丹                             |
| 保加利亞國際賽       | 未來系列賽 | Albin Carl Hjelm                  | 萨拉·佩纳尔弗·佩雷拉     | 亚罗米尔·雅纳切克 托马斯·斯韦达                    | 莫瓦·舍 蒂尔达·舍                           | 亚历克斯·弗拉尔 玛丽亚·米特索娃                     |
| 希臘公開賽           | 國際系列賽 | 阿德里安·齐奥尔科                 | 路易丝·海姆              | 阿琼·M·R 拉馬錢德蘭·斯洛                           | 鲁塔帕纳·潘达 阿拉希·萨拉·苏尼尔            | 阿琼·M·R 玛内沙·库卡帕利                            |
| 以色列夏瑣國際賽     | 未來系列賽 | 考沙爾·達爾馬默                   | 克谢尼娅·波利卡波娃      | 阿里尔·沙恩斯基 盧卡斯·澤夫                        | 克谢尼娅·波利卡波娃 克里斯蒂娜·斯利希       | Mykhaylo Makhnovskiy Anastasiya Prozorova           |
| 匈牙利國際賽         | 國際挑戰賽 | 拉斯穆斯·梅塞施密特               | 内斯里汉·伊吉特          | 大卫·道嘉德 弗雷德里克·瑟高                        | 叶卡捷琳娜·博洛托娃 艾莉娜·达夫列托娃       | 乔尔·叶佩 梅蒂·波尔森                               |
| 挪威國際賽           | 國際系列賽 | 拉斯穆斯·梅塞施密特               | 沈有振                   | 催率圭 徐承宰                                      | 加布里埃拉·博尔 玛丽·路易丝·斯蒂芬森        | 乔尔·叶佩 梅蒂·波尔森                               |
| 愛爾蘭公開賽         | 國際系列賽 | 利奥·罗西                         | 安洗瑩                   | 催率圭 徐承宰                                      | 艾米莉·韦斯特伍德 翁丽莲                    | 山姆·马吉 克洛伊·马吉                               |
| 斯洛文尼亞未來系列賽 | 未來系列賽 | 卢卡·米利奇                       | 萨拉·佩纳尔弗·佩雷拉     | Oliver Gram 麥斯·托伊厄森                          | 凯塔琳娜·加伦尼克 玛雅·帕夫林尼克           | 米哈·伊萬契奇 佩特拉·波兰克                         |
| 威爾斯國際賽         | 國際系列賽 | 路易斯·恩里克·佩纳尔弗            | 克拉拉·阿苏尔门迪        | 馬克斯·弗林 卡勒姆·亨明                            | 茱莉·麦克弗森 霍莉·纽沃尔                   | 马修·克莱尔 维多利亚·威廉斯                         |
| 意大利國際賽         | 國際挑戰賽 | 維克多·斯文森                     | 茱莉·达瓦尔·雅各布森     | 马蒂亚斯·贝尔-斯密特 拉塞·摩爾菲德                 | 叶卡捷琳娜·博洛托娃 艾莉娜·达夫列托娃       | 罗季翁·阿利莫夫 艾莉娜·达夫列托娃                   |
| 土耳其國際賽         | 國際系列賽 | 伊赫桑·利奥纳多·伊曼努埃尔·伦贝伊 | 奥兹格·巴伊拉克          | 利奥·罗利·卡尔南多 丹尼尔·马丁                     | 妮塔·维奥莉娜·马瓦尔 普特里·塞娅卡          | 丹尼·巴瓦·克里斯南塔 陈薇涵                         |

## 外部連結
- （英文）官方网站